# Poo pee people
「poo pee people」（ブー・ピー・ピープル）は、上杉昇の2ndシングル。

## 内容
上杉昇のソロ2ndシングル。PATA(ex.X JAPAN)とのコラボレーションシングル第2弾。
歌詞は戦争・テロなど絶え間なく続ける人間やイラク戦争に事実上加担している日本など人類の愚行について歌っている。
PVの内容は動物園でニンゲンが見世物になっていて飼育されているというもの。エキストラなどたくさんの人々がこのPVに出演しているが上杉昇は出演していない。

## 収録曲
1. poo pee people
（作詞・作曲：上杉昇　編曲：PATA）
2. THE GROUND'S NAME IS 零 [unplugged]
（作詞・作曲：上杉昇　編曲：堀越信康）
『L.O.G』に収録されている「THE GROUND'S NAME IS 零」のアンプラグドバージョン。

## 収録アルバム
- Blackout in the Galaxy(#1)